# Jückelberg
Jückelberg ist ein Ortsteil der Gemeinde Nobitz im thüringischen Landkreis Altenburger Land. Er ist der östlichste Ort des Bundeslandes.

## Geografie

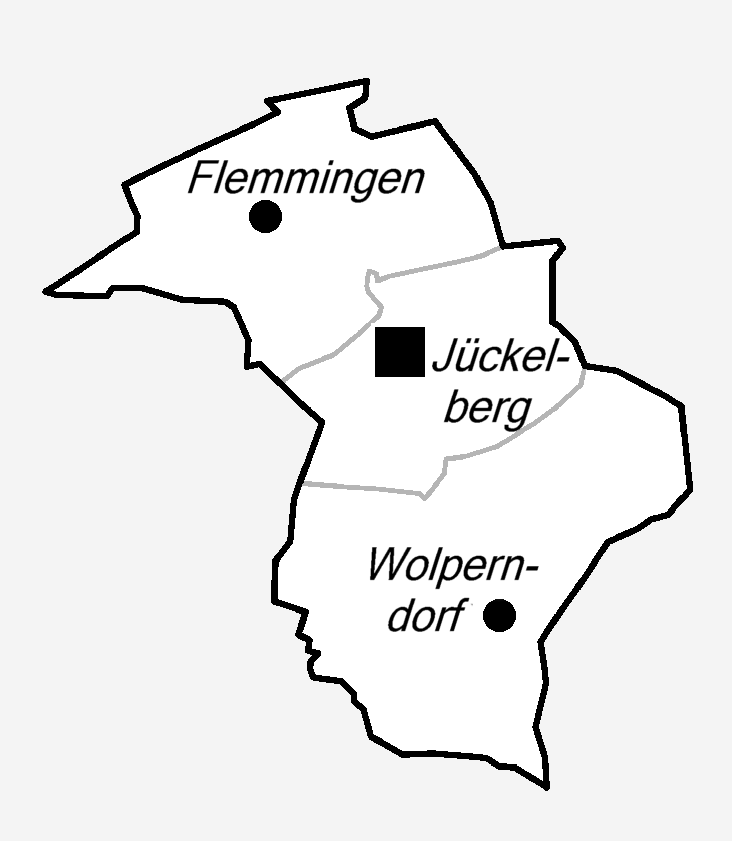
Ortsgliederung

Jückelberg liegt im Osterland und war bis zur Eingemeindung nach Nobitz im Jahr 2018 die östlichste Gemeinde Thüringens. Im Nordosten des Ortes befindet sich ein Sandsteinbergrücken, der sogenannte Heidelberger.

### Ehemalige Ortsgliederung
Zur Gemeinde Jückelberg gehörten die Ortsteile Jückelberg, Flemmingen und Wolperndorf.

### Nachbarorte
Angrenzende Orte sind (im Uhrzeigersinn) die Stadt Penig mit dem Ortsteil Niedersteinbach im sächsischen Landkreis Mittelsachsen, die Stadt Limbach-Oberfrohna mit dem Ortsteil Wolkenburg-Kaufungen im ebenfalls zu Sachsen gehörenden Landkreis Zwickau, die Stadt Waldenburg mit dem Ortsteil Dürrenuhlsdorf im Landkreis Zwickau sowie Göpfersdorf inklusive des Ortsteiles Garbisdorf, die Gemeinde Nobitz mit dem Ortsteil Frohnsdorf und Langenleuba-Niederhain mit dem Ortsteil Beiern im Landkreis Altenburger Land.

## Geschichte
Jückelberg wurde erstmals 1280 in einem Steuerverzeichnis genannt. Im Jahre 1866 wurde ein mittelalterliches Steinkreuz entdeckt, welches einer Sage nach dort aufgestellt wurde, weil sich ein Zimmermann und ein Fleischer dort gegenseitig umbrachten.
Jückelberg gehörte zum wettinischen Amt Altenburg, welches ab dem 16. Jahrhundert aufgrund mehrerer Teilungen im Lauf seines Bestehens unter der Hoheit folgender Ernestinischer Herzogtümer stand: Herzogtum Sachsen (1554 bis 1572), Herzogtum Sachsen-Weimar (1572 bis 1603), Herzogtum Sachsen-Altenburg (1603 bis 1672), Herzogtum Sachsen-Gotha-Altenburg (1672 bis 1826). Bei der Neuordnung der Ernestinischen Herzogtümer im Jahr 1826 kam der Ort wiederum zum Herzogtum Sachsen-Altenburg. Nach der Verwaltungsreform im Herzogtum gehörte er bezüglich der Verwaltung zum Ostkreis (bis 1900) bzw. zum Landratsamt Altenburg (ab 1900). Das Dorf gehörte ab 1918 zum Freistaat Sachsen-Altenburg, der 1920 im Land Thüringen aufging. 1922 kam es zum Landkreis Altenburg.
Bei der zweiten Kreisreform in der DDR wurden 1952 die bestehenden Länder aufgelöst und die Landkreise neu zugeschnitten. Somit kam das Dorf Jückelberg mit dem Kreis Altenburg an den Bezirk Leipzig, der seit 1990 als Landkreis Altenburg zu Thüringen gehörte und 1994 im Landkreis Altenburger Land aufging. Am 1. Januar 1973 wurden die Gemeinden Flemmingen und Wolperndorf zu einer neuen Gemeinde zusammengeschlossen. Diese erhielt den Namen Jückelberg. Das Gemeindezentrum befand sich in Flemmingen.
Am 6. Juli 2018 wurde Jückelberg in die Gemeinde Nobitz eingegliedert.
Entwicklung der Bevölkerungszahlen
Entwicklung der Einwohnerzahl (Stand jeweils 31. Dezember):
| - 1994: 359 - 1995: 360 - 1996: 351 - 1997: 366 - 1998: 362 - 1999: 372 | - 2000: 373 - 2001: 369 - 2002: 370 - 2003: 366 - 2004: 364 - 2005: 347 | - 2006: 357 - 2007: 343 - 2008: 326 - 2009: 328 - 2010: 321 - 2011: 306 | - 2012: 288 - 2013: 278 - 2014: 281 - 2015: 280 - 2016: 289 |

Datenquelle: Thüringer Landesamt für Statistik

## Politik

### Ehemaliger Bürgermeister
Bürgermeister war von 1994 bis 1999 Bernd Gräfe. Seitdem begleitete bis 2016 Jörg Steinmetz dieses Amt. Am 5. Juni 2016 wurde Jürgen Haupt mit einer Mehrheit von 98,3 % ohne Gegenkandidaten und einer Wahlbeteiligung von 48,2 % (+ 2,7 %p) als letzter Bürgermeister gewählt.

### Ehemaliger Gemeinderat
Seit der Kommunalwahl vom 25. Mai 2014 setzte sich der Gemeinderat wie folgt zusammen:
- CDU – 4 Sitze (73,6 %)
- Feuerwehrverein Wolperndorf – 2 Sitze (26,4 %)

Die Wahlbeteiligung lag bei 55,0 %.

## Sehenswürdigkeiten

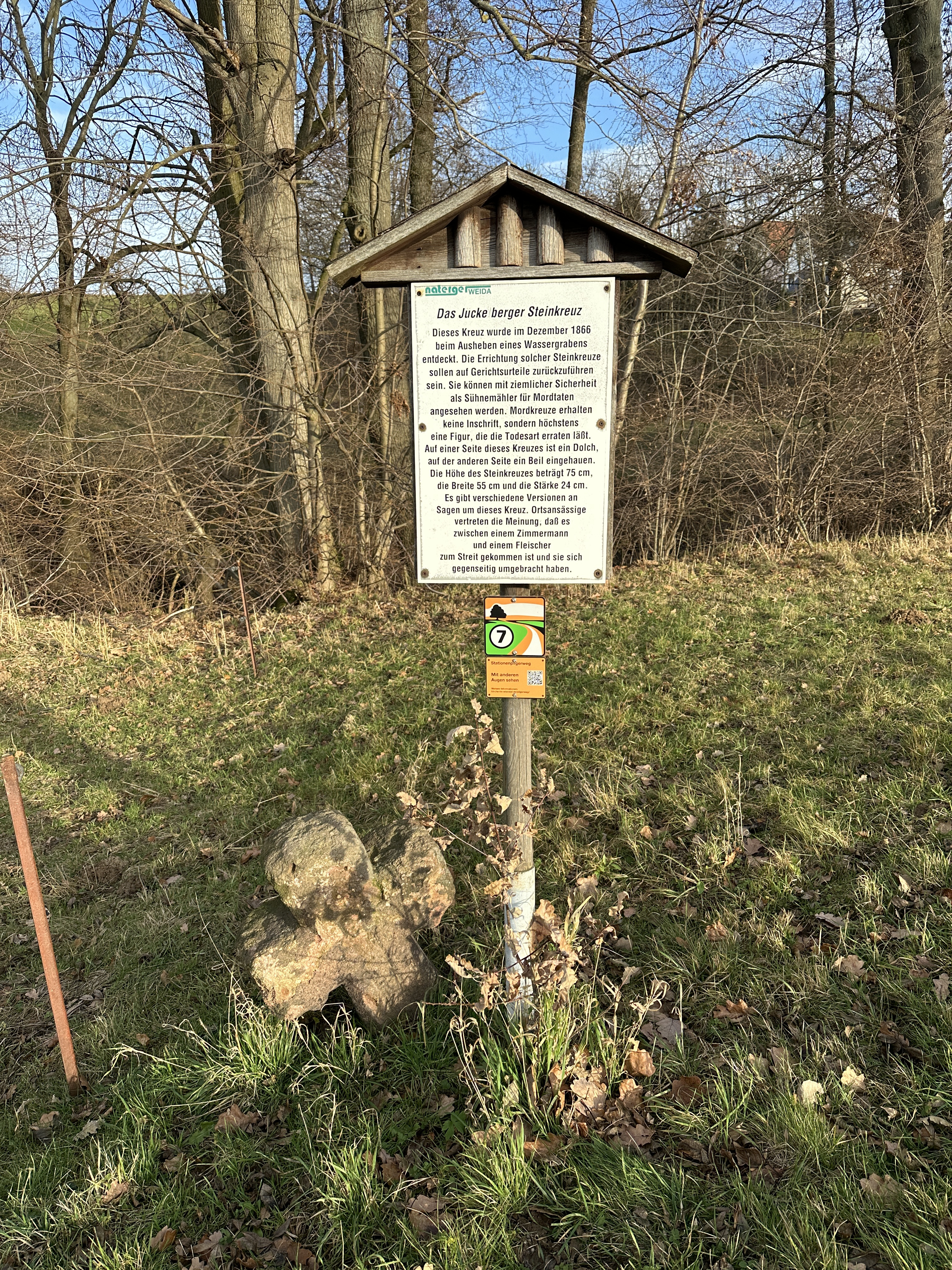
Sühnekreuz Jückelberg

- Der Ortsteil Wolperndorf steht unter Denkmalschutz, so finden sich zahlreiche historische Vierseithöfe und Fachwerkhäuser in dem Ort. Erstmals urkundlich erwähnt wird das Waldhufendorf 1336. Die im Ortsmittelpunkt befindliche Kirche wurde 1580 im spätgotischen Stil erbaut.
- Ebenfalls eine spätgotische Kirche befindet sich im Ortsteil Flemmingen, diese wurde allerdings 1490 errichtet. Der heute noch erhaltene romanische Chor stammt aus dem Jahre 1252.

Siehe auch: Liste der Kirchen im Altenburger Land